# Mycula
Mycula mossakowskii es una especie de araña araneomorfa de la familia Linyphiidae. Es el único miembro del género monotípico Mycula.

## Distribución
Es un endemismo de Alemania, Austria e Italia.